# Финляндия на летних Олимпийских играх 1908
Несмотря на то, что в 1908 году Великое княжество Финляндское было частью Российской империи, на летних Олимпийских играх 1908 года в Лондоне Финляндия выставила отдельную команду. Сборная состояла из 62 человек (все — мужчины), которые приняли участие в 23 состязаниях по 6 видам спорта, и завоевали 5 медалей (1 золотую, 1 серебряную и 3 бронзовых), что вывело сборную на 13-е место в неофициальном командном зачёте.

## Медалисты
| Медаль  | Спортсмен | Вид спорта            | Дисциплина                                             |
| ------- | --- | --------------------- | ------------------------------------------------------ |
| Золото  | Вернер Векман | Борьба                | Мужчины, греко-римская борьба, до 93,0 кг (205 фунтов) |
| Серебро | Юрьё Саарела | Борьба                | Мужчины, греко-римская борьба, до 93,0 кг (205 фунтов) |
| Бронза  | Карл Вегелиус Отто Гранстрём Йохан Кемп Ийвари Кююкоски Хейкки Лехмусто Йохан Линдрот Ирьё Линко Эдвард Линна Матти Маркканен Каарло Микколаинен Вели Ниминен Каарло Паасиа Аарне Похионен Арви Похьянпяя Эйно Раилио Хейкки Риипинен Арно Сааринен Аарне Саловаара Карл Санделин Эйнар Саостейн Элис Сипиля Виктор Смедс Каарло Соинио Курт Стенберг Вяинё Тиири Эйно Форсстрём | Спортивная гимнастика | Мужчины, командное первенство                          |
| Бронза  | Вернер Ярвинен | Лёгкая атлетика       | Мужчины, метание диска греческим стилем                |
| Бронза  | Арво Линден | Борьба                | Мужчины, греко-римская борьба, до 66,6 кг (147 фунтов) |